# 尊勝院 (古河市)
尊勝院（そんしょういん）は、茨城県古河市本町（二丁目）にある真言宗豊山派の寺院。山号を明王山、寺号を安楽寺、院号を尊勝院という。古河公方ゆかりの寺院である。

## 歴史
当寺の縁起によれば、足利尊氏の父・貞氏が不動明王を篤く信仰し、その甲斐があって尊氏が生まれたので、不動明王を安置する不動堂を建てたことに始まる。したがって、もとは鎌倉にあったが、享徳年間（1452年 – ）、初代古河公方足利成氏にしたがって古河に移転した。
明応年間（1764年 – ）、火災のため、寺の記録・寺宝を失っている。
明治初年の廃仏毀釈の際には、住職・順盛が廃仏を逃れるよう祈願し、亡くなるまで塩を断っていたという。順盛は野木町・満願寺境内にある塩断地蔵尊の石仏として祀られている。『明治三　庚午年　より御布告　寺役日誌』によれば、鍛冶町の一乗院、一丁目の正蔵院、天神町の地福院、大堤の正福寺が廃仏毀釈により消滅し、尊勝院に吸収されている 。
なお、明治5年（1872年）、明治政府により「学制」が頒布された際には一時期、本寺を仮校舎として町民のための小学校「市街校」が設けられていた。

## 境内
現在、本堂のほかに、雨引観音堂、不動堂、石仏大日如来像（寛文12年（1672年）造立）などがある。　不動堂には絵馬が納められており、不動明王（慶応4年）、向い天狗（元治元年）、不動明王が持つ剣・不動剣（文化六年）、神社参詣図、常盤御前都落ちの図（元治元年）などがある。

## 文化財
- 足利義氏充行状：第5代古河公方足利義氏が、武州・品川の領地30貫のうち2人扶持分を与えるとした充行（あてがい）状が残されている。本文書では、義氏の上意を奉じた人物名は「瑞雲院」となっているが、これは古河にあった寺院・芳春院（のちに徳源院と改名）の住持を務めた季竜周興と同一人物である。古河市指定文化財（古文書）[5]。

## 交通
- 鉄道
  - 東日本旅客鉄道（JR東日本）宇都宮線古河駅西口から徒歩6分（約0.5 km）
  - 東武日光線新古河駅東口から徒歩30分（約2.4 km）